# Nationalpark Bory Tucholskie
Der Nationalpark Bory Tucholskie (polnisch Park Narodowy Bory Tucholskie, deutsch Nationalpark Tucheler Heide) ist ein Nationalpark in Polen.

## Allgemein
Er wurde 1996 gegründet. Umgeben wird der Nationalpark von dem 340,26 km² großen Landschaftsschutzgebiet Zaborski (Zaborski Park Krajobrazowy). Der Park befindet sich im nördlich-zentralen Teil Polens, in der Woiwodschaft Pommern. Das Kernstück des Nationalparks ist das, nach dem Urwald von Białowieża (Puszcza Białowieska) größte, zusammenhängende Waldgebiet Polens. Dieser Waldkomplex dehnt sich auf einem Gebiet von etwa 1170 km² aus. Diesen Wäldern, den Bory Tucholskie (Tucheler Heide) verdankt der Nationalpark auch seinen Namen. Typisch für diesen Nationalpark sind große Sanderebenen, welche während der Eiszeit unter der Einwirkung der Schmelzwasser entstanden sind. Die Sanderflächen sind unterbrochen von zahlreichen Dünen, nacheiszeitlichen Rinnen und Tälern. Hauptziel des Nationalparks ist der Schutz dieser ursprünglichen Sanderlandschaft, welche in dieser Gestalt einzigartig in Polen und in Europa ist. Auf dem Gebiet des Nationalparks gibt es über 20 Seen, darunter einige oligotrophe Seen mit kristallklarem Wasser. Mitten durch die Täler des Nationalparks, welche sich durch hohe und steile Ufer auszeichnen, fließen die Flüsse Brda (dt. Brahe) und Wda (dt. Schwarzwasser), für die ein besonders starkes Stromgefälle (das bis 0,65 % und 0,72 % erreicht) und verhältnismäßig viele Schmalstellen typisch sind. Im Nationalpark kann außerdem bei Fojutowo das längste Aquädukt Polens sowie bei Wdzydze das älteste Freilichtmuseum Polens besichtigt werden. Außerdem bieten die Seen und Flüsse des Nationalparks ideale Bedingungen für Wassersport. Seit 1928 werden auf der Brda, die zusammen mit der Wda zu den schönsten Wasserstraßen Polens gezählt wird, internationale Kanuslaloms organisiert. Auch der Segelsport wird auf den größeren Seen aktiv betrieben.

## Flora

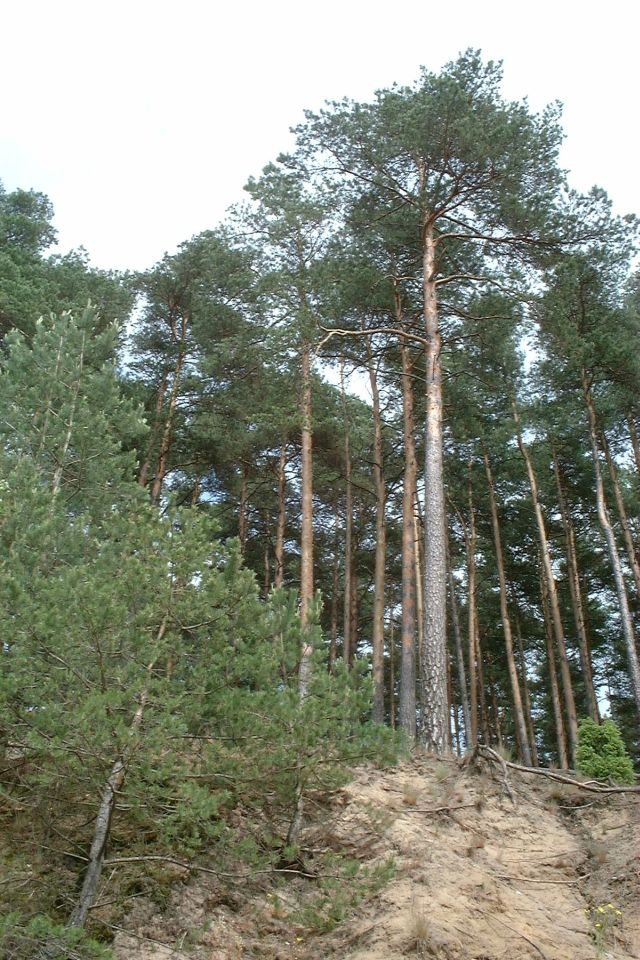
Kiefernwald im Nationalpark Bory Tucholskie

Der Park ist hauptsächlich von Kiefernwäldern bedeckt. Von besonderer Bedeutung sind hier insbesondere die Wasserlobelie, das See-Brachsenkraut und der Einblütige Strandling.

## Fauna
Neben Kranichen, Uhus, Seeadlern, Schellenten und Eisvögeln gibt es im Nationalpark noch zahlreiche andere Vögel (144 Vogelarten sind nachgewiesen). Das Symbol des Nationalparks ist das Auerhuhn – ein Vogel, der zwar vor kurzem noch zahlreich in den Bory Tucholskie anzutreffen war, derzeit aber nicht im Nationalparkgebiet vorkommt. Auch weil der Auerhahn auf dem Wappen des Nationalparks abgebildet ist, wird an einer Wiedereinführung dieses Hühnervogels gearbeitet. An großen Säugetieren gibt es im Nationalpark Hirsche, Rehe, Wildschweine, Füchse, Marder, Fischotter und Dachse. Außergewöhnlich sind die häufigen Vorkommen von Fledermäusen in diesem Gebiet, u. a. die Rauhautfledermaus, das Braune Langohr, die Mausohrfledermaus, die Wasserfledermaus und die Fransenfledermaus. Natürlich gibt es in den Seen des Parks auch etliche Fischarten, z. B. Maränen, Aale, Barsche, Schleien, Brassen und Aalquappen.